# Marion von Krafft-Ebing

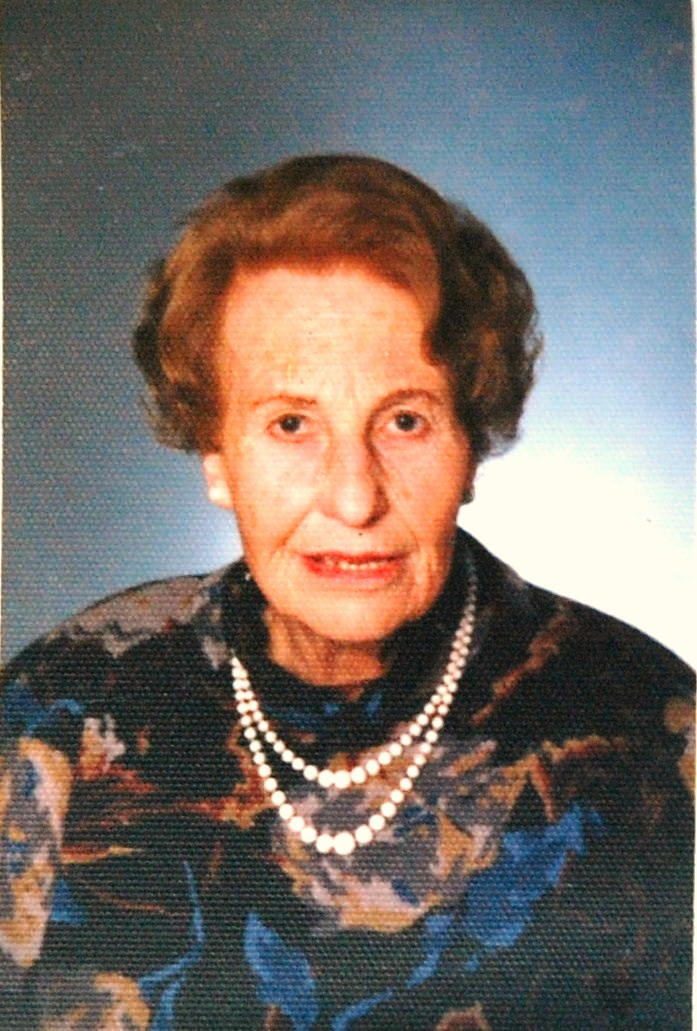
Marion von Krafft-Ebing (1988)

Marion Josefine Georgine Freiin von Krafft-Ebing (* 29. April 1911 in Wien; † 2. Oktober 2002 in Graz) war eine österreichische Autorin.
Sie war Enkelin des bekannten Psychiaters Richard von Krafft-Ebing. Im deutschen Überlingen am Bodensee aufgewachsen, fand sie als junge Frau mit kürzeren Aufenthalten in Vorarlberg und der Schweiz mit ihrer Familie bis zu ihrem Lebensende in Graz ihre Heimat.
Sie war Autorin zahlreicher Beiträge in österreichischen und Schweizer Zeitungen. Zum 23. November 1932 trat sie der NSDAP bei (Mitgliedsnummer 1.380.294). 1939 erschien im Lipsia-Verlag, Leipzig, ein Bodensee-Roman „Lenzliebe im Uferland“, der später als „Die Fischerin vom Bodensee“ (Erscheinungsjahr 1956) erfolgreich verfilmt wurde. Nach dem Krieg war sie freie Mitarbeiterin beim Sender Vorarlberg, dann bei Alpenland in Graz. 1982 erschienen im Carinthia Verlag, Klagenfurt, „Spiegelbild mit blauen Flecken. Heitere Verse“, 1986 im Wiener Heimatland-Verlag „Gedanken eines Hundes“, heitere Tiergeschichten und 1999 im Verlag für Sammler, Graz „Gedankenflüge“, ein Gedichtband mit heiteren und besinnlichen Versen.
Sie war Autorin zahlreicher Beiträge in Anthologien und Mitglied bei den „Steirischen Autoren“ in Graz und dem Verband Geistig Schaffender und Österreichischer Autoren mit dem Sitz in Wien. Marion von Krafft-Ebing verstarb am 2. Oktober 2002 und wurde auf dem Grazer St. Leonhard-Friedhof in der Familiengruft bestattet.